# Хуторський Павло
Павло Хуторський (справжнє прізвище Лифар) (1896 — 1966) — письменник родом з Полтавщини.

## Біографія
З початку 1920-их років працював у провінційній пресі на Полтавщині, потім у Харкові, у журналі «Сільськогосподарський пролетар». Належав до літературної організації «Плуг».
Автор багатьох оповідань і нарисів у газетах і журналах, переважно на теми села й колективізації. Окремо вийшли оповідання «Підвів», «Молода сила» (1928), повість «Синій камінь» (1930) та ін.